# Le Soir. Plios doré
Le Soir. Plios doré (en russe : Вечер. Золотой Плёс) (ou simplement Plios doré) est un tableau du peintre russe Isaac Levitan (1860—1900), réalisé en 1899. Le tableau appartient à la collection particulière de la galerie Tretiakov (numéro d'inventaire : 1481). Dimensions du tableau : 84,2 × 142 cm,.

## Histoire et description
Plios ou Ples (en russe : Плёс) est une petite ville située sur la rive droite de la Volga. Au XIXe siècle, elle faisait partie du Gouvernement de Kostroma, mais au XXe siècle elle a été incluse dans l'Oblast d'Ivanovo, raïon de Privoljski. Isaac Levitan fait plusieurs fois des séjours à Plios durant les années 1888 à 1890 et il y peint nombre de ses toiles les plus connues,.
Le tableau représente une vue de la ville de Plios et de la Volga depuis la colline de Petropavlovski qui domine le site. L'église que l'on voit est celle de Sainte-Barbara-Martyre.

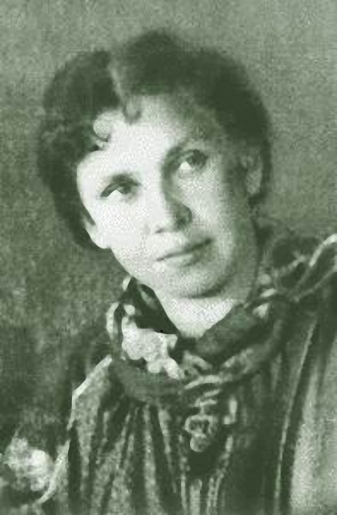
Sofia Kouvchinnikova.

À droite de l'église, sur le rivage, se trouve une maison blanche au toit rouge. C'est la maison du marchand Grocheva qui est occupée quelque temps par Levitan et sa compagne l'artiste Sofia Kouvchinnikova, qui représenta cette maison sur l'une de ses toiles. Cette maison fait maintenant partie du musée-réserve historique et artistique de Plios,.
Le tableau Le Soir. Plios doré est acquis par Pavel Tretiakov en 1890 en même temps que celui intitulé Après la pluie. Plios ».

## Critiques

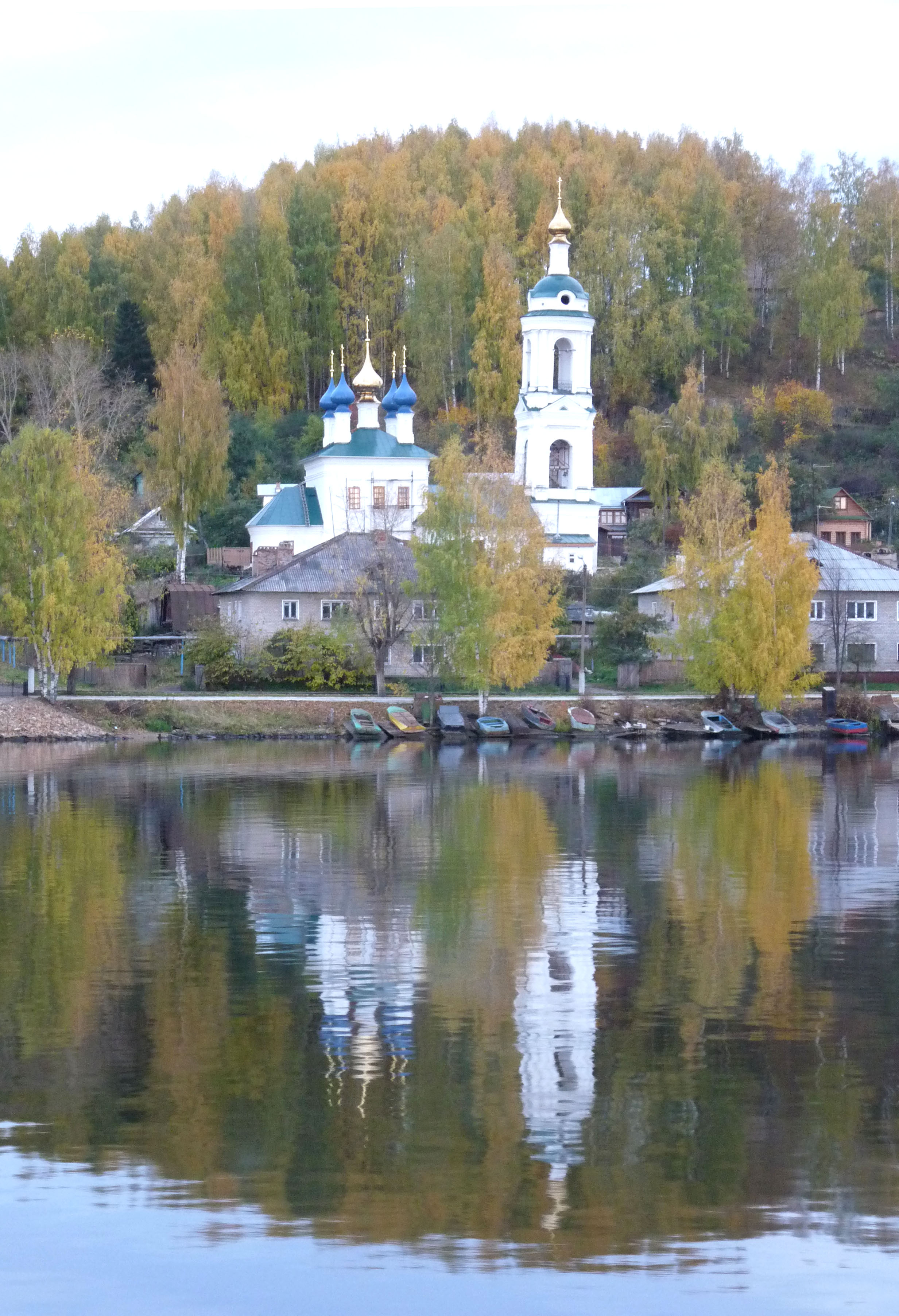
Plios, Église Sainte-Barbara-Martyre, vue du fleuve.

L'historien d'art Alekseï Fiodorov-Davydov écrit à propos de Levitan et de son œuvre : « Mais est-ce seulement un paysage de soirée que saisit la tableau  Le Soir. Plios doré (1889) ? A moins que dans le courant lent et paisible du fleuve, dans la brume de ce coucher de soleil, ce ne soit l'image de la Russie qui se présente à nous, pleine de tranquillité et de bonheur ? »
Quant à Constantin Paoustovski il écrit à propos de Levitan : « Lors de son deuxième voyage à Plios, Levitan a peint beaucoup de toiles. À ce propos Anton Tchekov lui dit : « Tes toiles ce sont déjà des sourires ». La lumière et les reflets apparaissent chez Levitan dans ses œuvres sur la Volga : dans Le Soir. Plios doré, Vent frais. La Volga, Appel du soir. »